# Gemmula
Gemmula é um gênero de gastrópodes pertencente a família Turridae.

## Espécies
- Gemmula albina (Lamarck, 1822)
- Gemmula alwyni Kilburn, 2005[3]
- Gemmula amabilis (Weinkauff, 1875)[4]
- Gemmula ambara Olivera et al., 2008[5]
- †Gemmula antedenticulata Lozouet, 2017
- †Gemmula bearrizensis Pacaud, 2021
- †Gemmula bimarginata (Suter, 1917)
- †Gemmula birmanica Vredenburg, 1921
- †Gemmula brevirostris Lozouet, 2017
- Gemmula championi Kilburn, 1983[6]
- Gemmula chinoi Stahlschmidt, Poppe & Tagaro, 2018
- †Gemmula clifdenensis Powell, 1942
- Gemmula closterion Sysoev, 1997[7]
- Gemmula concinna (Dunker, 1871)[8]
- Gemmula congener (Smith E. A., 1894)[9]
- Gemmula contrasta Stahlschmidt, Poppe & Tagaro, 2018
- Gemmula cosmoi (Sykes, 1930)[10]
- Gemmula damperierana Powell, 1964[11]
- Gemmula diomedea Powell, 1964[12]
- †Gemmula disjuncta Laws, 1936
- Gemmula ducalis (Thiele, 1925)[13]
- †Gemmula duplex (Suter, 1917)
- Gemmula fenestrata Kosuge, 1990[14]
- Gemmula flata Baoquan Li & Xinzheng Li, 2008[15]
- †Gemmula funiculosa Lozouet, 2017
- †Gemmula garviei Tracey & Craig, 2019
- Gemmula gemmulina (Martens, 1902)[16]
- Gemmula gilchristi (Sowerby III, 1902)[17]
- Gemmula graeffei (Weinkauff, 1875)[18]
- Gemmula grandigyrata Baoquan Li & Xinzheng Li, 2008[19]
- Gemmula granosus (Helbling, 1779)[20]
- Gemmula hastula (Reeve, 1843)[21]
- Gemmula hawleyi (Iredale, 1931)[22]
- Gemmula hindsiana Berry, 1958[23]
- Gemmula hombroni Hedley, 1922
- Gemmula husamaru (Nomura, 1940)[24]
- Gemmula interpolata Powell, 1967[25]
- †Gemmula kaiparaensis (P. Marshall, 1918)
- Gemmula kieneri (Doumet, 1840)[26]
- †Gemmula lawsi Powell, 1942
- Gemmula lisajoni Olivera, 1999[27]
- †Gemmula longwoodensis Powell, 1942
- Gemmula lordhoweensis Kantor & Sysoev, 1991[28]
- Gemmula lululimi Olivera, 1999[29]
- †Gemmula margaritata (P. Marshall, 1919)
- Gemmula martini (Tesch, 1915)
- Gemmula monilifera (Pease, 1860)[30]
- Gemmula murrayi Powell, 1964[31]
- Gemmula mystica Simone, 2005[32]
- †Gemmula obesa Lozouet, 2017
- Gemmula oliverai Stahlschmidt, Poppe & Tagaro, 2018
- †Gemmula orba Marwick, 1931
- †Gemmula ornata (P. Marshall, 1918)
- †Gemmula osca Pacaud, 2021
- †Gemmula parkinsonii (Sandberger, 1860)
- †Gemmula peraspera Marwick, 1931
- †Gemmula peyrerensis (Peyrot, 1931)
- †Gemmula polita (P. Marshall, 1919)
- Gemmula pseudogranosa (Nomura, 1940)[33]
- Gemmula pseudomonilifera Powell, 1967[34]
- Gemmula pseudostupa Y.-P. Cheng & C.-Y. Lee, 2011
- Gemmula rarimaculata Kuroda, Habe & Oyama, 1971[35]
- †Gemmula reticulata'' (P. Marshall, 1919)
- Gemmula rosario Shikama, 1977[36]
- †Gemmula rotata (Brocchi, 1814)
- †Gemmula sculpturata Harzhauser, Raven & Landau, 2018
- Gemmula sibogae (Schepman, 1913)[37]
- Gemmula sibukoensis Powell, 1964[38]
- Gemmula sikatunai Olivera, 2004[39]
- Gemmula sogodensis Olivera, 2004[40]
- Gemmula speciosa (Reeve, 1842)[41]
- Gemmula stupa Lee, 2001[42]
- Gemmula subfenestrata Kosuge, 1990[43]
- †Gemmula tuckeri Tracey & Craig, 2019
- Gemmula vagata (Smith E. A., 1895)[44]
- †Gemmula waihaoensis Finlay, 1924
- Gemmula webberae Kilburn, 1975[45]
- Gemmula westaustralis Kosuge, 1990[46]

Espécies trazidas para a sinonímia
- Gemmula aethiopica (Thiele, 1925): sinônimo de Cryptogemma aethiopica (Thiele, 1925)
- Gemmula bisinuata (Martens, 1901):[47] sinônimo de Cryptogemma praesignis (E. A. Smith, 1895)
- Gemmula luzonica (Powell, 1964):[48] sinônimo de Cryptogemma aethiopica (Thiele, 1925)
- Gemmula microscelida (Dall, 1895):[49] sinônimo de Cryptogemma praesignis (E. A. Smith, 1895)
- Gemmula periscelida (Dall, 1889):[50] sinônimo de Cryptogemma periscelida (Dall, 1889)
- Gemmula praesignis (Smith E. A., 1895):[51] sinônimo de Cryptogemma praesignis (E. A. Smith, 1895)
- Gemmula rotatilis (Martens, 1902):[52] sinônimo de Cryptogemma praesignis (E. A. Smith, 1895)
- Gemmula teschi (Powell, 1964):[53] sinônimo de Cryptogemma timorensis (Tesch, 1915)
- Gemmula tessellata Powell, 1967:[54] sinônimo de Cryptogemma tessellata (Powell, 1967)
- Gemmula thielei Finlay H. J., 1930:[55] sinônimo de Cryptogemma aethiopica (Thiele, 1925)
- Gemmula truncata (Schepman, 1913):[56] sinônimo de Cryptogemma phymatias (R. B. Watson, 1886)
- Gemmula unedo (Kiener, 1840):[57] sinônimo de Unedogemmula unedo (Kiener, 1839)
- Gemmula unilineata Powell, 1967: sinônimo de Cryptogemma unilineata (Powell, 1967)
- Gemmula vicella Dall, 1908: aceito como Gymnobela vicella (Dall, 1908) (combinação original)